# Gaz vecteur
En physique des plasmas, un gaz vecteur est le gaz principal utilisé pour créer une décharge électrique en laboratoire. Il peut être un gaz rare (hélium (He), néon (Ne), etc.) ou un gaz moléculaire (diazote (N2), dioxygène (O2), etc.). Cette composante n'est pas obligatoirement la seule dans un plasma de laboratoire. Dans les décharges à barrière diélectriques, un précurseur est ajouté au gaz vecteur pour être en mesure de faire un dépôt de couches minces.
En chimie analytique, un gaz vecteur ou gaz porteur est un gaz introduit pour transporter un échantillon à des fins d'analyse. En chromatographie en phase gazeuse, c'est le gaz qui passe en continu dans la colonne et dont le passage favorise l'élution des composants de l'échantillon. Le gaz vecteur ainsi que les parties de l'échantillon présentes dans cette phase constituent la phase mobile. Les gaz vecteurs les plus utilisés sont le dihydrogène (H2), l'hélium (He) et l'argon (Ar).